# Arenariomyces parvulus
Arenariomyces parvulus är en svampart som beskrevs av Jørg. Koch 1986. Arenariomyces parvulus ingår i släktet Arenariomyces och familjen Halosphaeriaceae.   Inga underarter finns listade i Catalogue of Life.